# Dinotério
O dinotério (Deinotherium bozasi) foi um mamífero herbívoro, parente dos elefantes atuais. Foram contemporâneos do australopiteco. Mediam entre 3,5 e 4 m de altura de cernelha e tinham grandes presas curvadas para baixo. Supõe-se que eram usadas para arrancar casca dos troncos de árvores, que junta a folhas, constituíam sua dieta. Eles parecem ter possuído trombas mais curtas do que o elefante atual. O seu nome quer dizer fera terrível (dheinos, terrível e therium, fera). Viveu nos períodos Mioceno, Plioceno e Pleistoceno. Os cientistas estimam que ele atingisse uma massa corporal por volta de 14 toneladas o que o coloca como o segundo maior mamífero terrestre de todos os tempos perdendo só para o Indricotherium que pesava em torno das 15 toneladas, embora muitos colocam o Paleoloxodon namadicus como maior que deinotherium, o que não é improvável.  
|  |  |

## Distribuição
O alcance do Deinotherium cobria partes da Ásia, África e Europa. Adrienne Mayor, em The First Fossil Hunters: Paleontology In Greek and Roman Times, sugeriu que os fósseis de deinothere encontrados na Grécia ajudaram a gerar mitos de seres gigantes arcaicos. Um dente de um deinothere encontrado na ilha de Creta , em sedimentos marinhos rasos do Mioceno sugere que a ilha esteve mais próxima ou conectada ao continente durante a crise de salinidade messiniana. 